# Очеретянка бура
Очеретянка бура (Acrocephalus rufescens) — вид співочих птахів з родини очеретянкових (Acrocephalidae).

## Назва
Видовий епітет rufescens походить від латинського rufescere «червонуватий».

## Поширення
Вид поширений в Африці південніше Сахари. Мешкає в очеретяних заростях на болотах на висоті 600—2000 м над рівнем моря.

## Опис
Тіло завдовжки 16–18 см. Вага тіла самця 23,9 г, самиці 21,6 г. Він більший за очеретянку світлоброву (Acrocephalus gracilirostris) і більш рівномірно темно-землясто-коричневий зверху зі слідами червонувато-коричневого кольору на крупі. Махові пера і верхні криючі темно-бурі з оливковими краями, хвіст зверху темно-бурий, знизу сірий. Смуга на бороді бліда, смуга над оком коротка і нечітка. Біле горло переходить у сіро-коричневе черево. Райдужка темна. Має міцний і великий дзьоб, верхня частина темно-коричнева, нижня частина жовтувато-коричнева з темним кінчиком. Ноги сірі.

## Спосіб життя
Раціон складається з комах і дрібних жаб, яких здзьобують зі стебел рослин прямо над поверхнею води. Пташенят годують личинками, дрібними водяними комахами і бабками.
Сезон розмноження триває з травня по липень у Сенегалі, з квітня по жовтень у Нігерії, з жовтня по лютий у Замбії та з вересня по грудень у Ботсвані. Гніздо чашоподібне, глибиною 4-6 см, окружністю 8-9 см, виготовлене з папірусу, травинок і елементів очерету, зазвичай прикріплене до стебел або квітів папірусу, на висоті від 1 до 3,5 м над поверхнею води. Кладка складається з 2-3 яєць, які висиджують протягом 14 днів. Про пташенят піклуються обоє птахів.

## Підвиди
- A. rufescens senegalensis Colston & Morel — Сенегал і Гамбія.
- A. rufescens rufescens (Sharpe &  Bouvier, 1877) — Західна Африка від Гани до Демократичної Республіки Конго.
- A. rufescens chadensis (Alexander, 1907) — озеро Чад.
- A. rufescens ansorgei (E. J. O. Hartert, 1906) — північно-західна Ангола, Південний Судан і захід Кенії до північно-східної Намібії, північної Ботсвани та західного Зімбабве.